# حق التصميم الصناعي

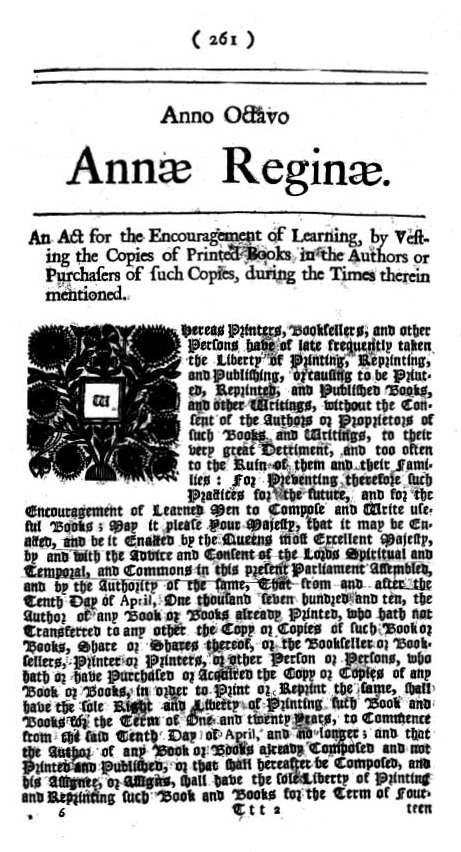

### قانون التصميم الصناعي
حق التصميم الصناعي هو حق ملكية فكرية يحمي التصميم المرئي للأشياء ذات النفعية البحتة. يتكون التصميم الصناعي من إنشاء شكل أو تكوين أو تكوين نمط أو لون، أو مزيج من النمط واللون في شكل ثلاثي الأبعاد يحتوي على قيمة جمالية. يمكن أن يكون التصميم الصناعي نمطًا ثنائي أو ثلاثي الأبعاد يستخدم لإنتاج منتج أو سلعة صناعية أو حرفة يدوية.
بموجب اتفاقية لاهاي بشأن الإيداع الدولي للرسوم والنماذج الصناعية، وهو معاهدة تديرها المنظمة العالمية للملكية الفكرية، يوجد إجراء للتسجيل الدولي. للتأهل للتسجيل، تشترط القوانين الوطنية لمعظم الدول الأعضاء في المنظمة العالمية للملكية الفكرية أن يكون التصميم جديدًا. يمكن لمقدم الطلب تقديم إيداع دولي واحد لدى المنظمة العالمية للملكية الفكرية أو لدى المكتب الوطني في بلد طرف في المعاهدة. سيتم بعد ذلك حماية التصميم في أكبر عدد ممكن من البلدان الأعضاء في المعاهدة. بدأت حقوق التصميم في المملكة المتحدة في عام 1787 مع قانون تصميم وطباعة الكتان وتوسعت من هناك.
ويتعلق التسجيل للحصول على حق في التصميم الصناعي بمنح براءة اختراع .

## كينيا
ووفقا لقانون الملكية الصناعية لعام 2001، يُعرَّف التصميم الصناعي بأنه «أي تكوين للخطوط أو الألوان أو أي شكل ثلاثي الأبعاد سواء كان مرتبطا أو غير مرتبط بخطوط أو ألوان، شريطة أن يعطي هذا التكوين أو الشكل مظهرا خاصا لمنتج من منتجات الصناعة أو الحرف اليدوية ويمكن أن يكون بمثابة نمط لمنتج من منتجات الصناعة أو الحرف اليدوية».
التصميم الصناعي قابل للتسجيل إذا كان جديدًا. ويعتبر التصميم الصناعي جديدا إذا لم يكشف عنه للجمهور، في أي مكان في العالم، عن طريق النشر في شكل ملموس، أو في كينيا، عن طريق الاستخدام أو بأي طريقة أخرى، قبل تاريخ التسجيل أو، حيثما ينطبق ذلك، تاريخ الأولوية لطلب التسجيل. غير أن الإفصاح عن التصميم الصناعي لا يؤخذ في الاعتبار إذا حدث قبل تاريخ التقديم باثني عشر شهرا على الأقل أو، حيثما ينطبق ذلك، تاريخ الأولوية للطلب، وإذا كان ذلك بسبب أو نتيجة لأفعال ارتكبها مقدم الطلب أو سلفه في حق الملكية ؛ أو إساءة استعمال واضحة يرتكبها طرف ثالث فيما يتعلق بمقدم الطلب أو سلفه في حق الملكية.

## الهند
وسُنّ قانون التصميم الهندي لعام 2000 لتوحيد وتعديل القانون المتعلق بحماية التصميم والامتثال للمادتين 25 و26 من الاتفاق المتعلق بجوانب اتفاقية حول الجوانب التجارية لحقوق الملكية الفكرية. القانون الجديد، (تم إلغاء قانون براءات الاختراع والتصميم السابق لعام 1911 بموجب هذا القانون) يعرّف الآن «التصميم» على أنه يعني فقط سمات الشكل، تكوين أو نمط أو زخرفة أو تكوين خطوط أو ألوان مطبقة على أي مادة، سواء في بعدين أو ثلاثي الأبعاد، أو في كلا الشكلين، بأي عملية أو وسيلة صناعية، سواء كان يدويا أو ميكانيكيا أو كيميائيا، منفصلا أو مشتركا، يستأنف في المادة النهائية العين ويحاكم عليها وحدها ؛ ولكنه لا يشمل أي أسلوب أو مبدأ للإنشاء .

## إندونيسيا
في إندونيسيا، تمنح حماية الحق في التصميم الصناعي لمدة 10 (عشر) سنوات تبدأ من تاريخ التقديم، ولا يكون هناك أي تجديد أو راتب سنوي بعد الفترة المحددة.
التصاميم الصناعية التي تمنح الحماية
1. يمنح الحق في التصميم الصناعي لتصميم صناعي جديد/جديد
2. يعتبر التصميم الصناعي جديدًا إذا لم يكن هذا التصميم الصناعي في تاريخ الإيداع هو نفسه أي إفصاح سابق.
3. يكون الكشف السابق، على النحو المشار إليه في النقطة 2، هو الكشف السابق:

- تاريخ التقديم
- تاريخ الأولوية، إذا تم إيداع مقدم الطلب مع حق الأولوية.
- تم الإعلان عنها أو استخدامها في إندونيسيا أو خارج إندونيسيا.

لا يعتبر التصميم الصناعي معلناً إذا كان هذا التصميم الصناعي في غضون فترة 6 (ستة) أشهر على أبعد تقدير قبل تاريخ التقديم
أ- عُرض في معرض وطني أو دولي في إندونيسيا أو في الخارج يكون رسمياً أو يُعتبر رسمياً ؛ أو
ب. استخدم المصمم في إندونيسيا في تجربة لأغراض التعليم أو البحث أو التطوير.

## الاتحاد الأوروبي
المادة الرئيسية: حقوق التصميم الصناعي في الاتحاد الأوروبي
وتتوافر تصاميم مجتمعية مسجلة وغير مسجلة توفر حقا وحدويا يشمل الجماعة الأوروبية. وتصل مدة الحماية لتصميم مجتمعي مسجل إلى 25 سنة، رهنا بدفع رسوم التجديد كل خمس سنوات. يستمر تصميم المجتمع غير المسجل لمدة ثلاث سنوات بعد إتاحة التصميم للجمهور ولا يحدث الانتهاك إلا إذا تم نسخ التصميم المحمي.
المملكة المتحدة لبريطانيا العظمى وأيرلندا الشمالية
المادة الرئيسية: حق التصميم (المملكة المتحدة)
التشريع المعطى في بريطانيا خلال السنوات 1787 إلى 1839 يحمي التصاميم للمنسوجات. ويسمح قانون حقوق التأليف والنشر للتصميم الذي صدر في عام 1842 بتسجيل تصاميم مواد أخرى، مثل تلك الخاصة بالمعادن والأواني الأرضية، بعلامة الماس للإشارة إلى تاريخ التسجيل .
بالإضافة إلى حماية التصميم المتاحة بموجب التصاميم المجتمعية، يوفر قانون المملكة المتحدة حق التصميم الوطني المسجل (قانون التصاميم المسجلة لعام 1949، الذي تم تعديله لاحقًا بموجب قانون حقوق النشر والتصميم وبراءات الاختراع لعام 1988) وحق التصميم غير المسجل. يمكن أن يستمر الحق غير المسجل، الذي يوجد تلقائيًا إذا تم استيفاء المتطلبات، لمدة تصل إلى 15 عامًا. يمكن أن يستمر حق التصميم المسجل لمدة تصل إلى 25 عامًا رهناً بدفع رسوم الصيانة. كما أن تضاريس الدوائر شبه الموصلة مغطاة بحماية تصميم الدوائر المتكاملة، وهو شكل من أشكال الحماية يستمر لمدة 10 سنوات.

## اليابان
المادة الرئيسية: قانون التصميم الياباني
تنص المادة 1 من قانون التصميم الياباني على ما يلي: «تم تصميم هذا القانون لحماية التصاميم والاستفادة منها وتشجيع إنشاء التصاميم من أجل المساهمة في التنمية الصناعية». فترة الحماية في اليابان هي 20 سنة من يوم التسجيل.

## الولايات المتحدة الأمريكية
تدوم براءة تصميم الأمريكية خمسة عشر عامًا من تاريخ المنحة إذا تم تقديمها في 13 مايو 2015 أو بعده (أربعة عشر عامًا إذا تم تقديمها قبل 13 مايو 2015) وتغطي جوانب الزينة للأشياء النفعية. يمكن أن تكون الأشياء التي تفتقر إلى الاستخدام بما يتجاوز تلك الممنوحة بمظهرها أو المعلومات التي تنقلها، مشمولة بحقوق النشر - وهو شكل من أشكال الملكية الفكرية ذات مدة أطول بكثير والتي توجد بمجرد إنشاء عمل مؤهل. وفي بعض الظروف، يمكن أيضا اكتساب الحقوق في اللباس التجاري، ولكن حماية اللباس التجاري تشبه حقوق العلامة التجارية وتتطلب أن يكون للتصميم أهمية مصدرية أو «معنى ثانوي». وليس من المفيد إلا منع تحريف المصادر ؛ حماية الملابس التجارية.

## أستراليا
في أستراليا، يستمر تسجيل براءات اختراع التصميم لمدة 5 سنوات، مع تمديد الخيار مرة واحدة لمدة 5 سنوات إضافية. لمنح براءة الاختراع، هناك حاجة إلى اختبار الإجراءات الرسمية. إذا كان يجب اتخاذ إجراء التعدي، فيجب أن يصبح التصميم معتمدًا يتضمن فحصًا جوهريًا. تضمن هذه العملية أن التصميم فريد حقًا ومؤهل للحماية بموجب قانون براءات الاختراع الأسترالي.

## مدة حقوق التصميم
وتتراوح مدة حقوق التصميم المسجلة حسب الولاية القضائية بين 15 و 50 سنة . وترد هذه المصطلحات في الجدول أدناه. بعض الاختصاصات أدناه هي النقابات أو المكاتب التعاونية لتسجيل التصميم مثل المنظمة الأفريقية للملكية الفكرية والاتحاد الأوروبي والبنلوكس.
| بلد أو اتحاد                         | المدة القصوى لحق التصميم             |
| ------------------------------------ | ------------------------------------ |
| الأفريقية للملكية الفكرية            | 15 سنة                               |
| ألبانيا                              | 15 سنة                               |
| أرمينيا                              | 15 سنة                               |
| أذربيجان                             | 15 عاما                              |
| بليز                                 | 15 عاما                              |
| بينيلوكس                             | 25 عاما                              |
| بنن                                  | 15 سنة                               |
| البوسنة والهرسك                      | 25 سنة                               |
| بوتسوانا                             | 15 سنة                               |
| بروني دار السلام                     | 15 سنة                               |
| بلغاريا                              | 25 عاما                              |
| كمبوديا                              | 15 سنة                               |
| كوت ديفوار                           | 15 سنة                               |
| كرواتيا                              | 25 سنة                               |
| الدانمرك                             | 25 سنة (باستثناء قطع الغيار، 15 سنة) |
| جمهورية كوريا الشعبية الديمقراطية    | 15 سنة                               |
| مصر                                  | 15 سنة                               |
| إستونيا                              | 25 سنة                               |
| الاتحاد الأوروبي                     | 25 سنة                               |
| فنلندا                               | 25 سنة (باستثناء قطع الغيار، 15 سنة) |
| فرنسا                                | 25 عاما                              |
| غابون                                | 15 سنة                               |
| جورجيا                               | 25 عاما                              |
| ألمانيا                              | 25 سنة                               |
| غانا                                 | 15 عاما                              |
| اليونان                              | 25 عاما                              |
| هنغاريا                              | 25 سنة                               |
| أيسلندا                              | 25 عاما                              |
| إيطاليا                              | 25 سنة                               |
| اليابان                              | 20 عاما                              |
| قيرغيزستان                           | 15 سنة                               |
| لاتفيا                               | 25 عاما                              |
| ليختنشتاين                           | 25 سنة                               |
| ليتوانيا                             | 25 سنة                               |
| مالي                                 | 15 سنة                               |
| موناكو                               | 50 عاما                              |
| منغوليا                              | 15 سنة                               |
| الجبل الأسود                         | 25 سنة                               |
| المغرب                               | 50 عاما                              |
| ناميبيا                              | 15 سنة                               |
| نيبال                                | 25 عاما                              |
| النيجر                               | 15 سنة                               |
| النرويج                              | 25 سنة                               |
| عمان                                 | 15 سنة                               |
| بولندا                               | 25 عاما                              |
| جمهورية كوريا                        | 20 سنة                               |
| جمهورية مولدوفا                      | 25 سنة                               |
| رومانيا                              | 25 سنة                               |
| الاتحاد الروسي                       | 25 سنة                               |
| سان تومي وبرينسيبي                   | 15 عاما                              |
| السنغال                              | 15 سنة                               |
| صربيا                                | 25 عاما                              |
| سنغافورة                             | 15 عاما                              |
| سلوفينيا                             | 25 سنة                               |
| إسبانيا                              | 25 عاما                              |
| السويد                               | 25 سنة (باستثناء قطع الغيار، 15 سنة) |
| سويسرا                               | 25 سنة                               |
| الجمهورية العربية السورية            | 15 سنة                               |
| طاجيكستان                            | 15 سنة                               |
| سريلانك                              | 15 عاما                              |
| جمهورية مقدونيا اليوغوسلافية السابقة | 25 سنة                               |
| تونس                                 | 15 سنة                               |
| تركيا                                | 25 عاما                              |
| أوكرانيا                             | 15 سنة                               |
| المملكة المتحدة                      | 25 سنة                               |
| الولايات المتحدة الأمريكية           | 15 سنة                               |